# Estadio Ricardo Saprissa Aymá
Das Estadio Ricardo Saprissa Aymá ist ein Fußballstadion in der costa-ricanischen Gemeinde Tibás, Provinz San José. Es bietet Platz für 23.112 Zuschauer und dient dem Verein Deportivo Saprissa als Spielstätte.

## Geschichte

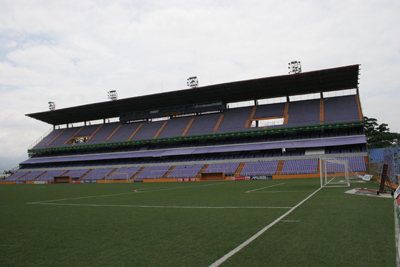
Estadio Ricardo Saprissa Aymá

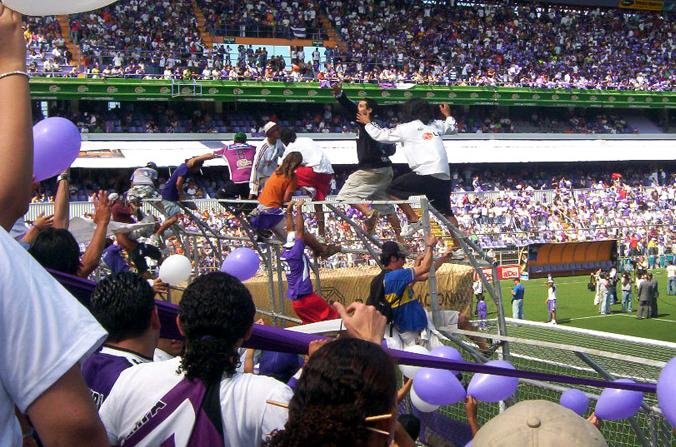
Blick in das Stadion

Das Stadion wurde im Jahre 1972 erbaut und am 27. August des Jahres eröffnet. Beim ersten Spiel trafen sich Deportivo Saprissa und CSD Comunicaciones aus Guatemala zu einem Freundschaftsspiel. Bei dem Endstand von 1:1 erzielte Peter Sandoval von Comunicaciones das erste Tor in diesem Stadion. Seit der Eröffnung des Stadions trägt der Verein Deportivo Saprissa hier seine Heimspiele aus. Deportivo wurde bis heute neunundzwanzig Mal Meister von Costa Rica und ist damit Rekordtitelträger des Landes.
Außerdem gelang dem Verein dreimal der Gewinn des CONCACAF Champions’ Cups. Die Fußballnationalmannschaft von Costa Rica nutzte das Stadion in der Zeit nach dem Abriss des alten Nationalstadions 2008 bis zur Neueröffnung des Nationalstadion in San José im Jahr 2011 als Austragungsort für Fußballländerspiele. Die größten Erfolge dieser Nationalmannschaft waren die dreimalige Qualifikation für eine Fußball-Weltmeisterschaft sowie der sechsmalige Gewinn des UNCAF Nations Cups.
Das Estadio Ricardo Saprissa Aymá ist benannt nach Ricardo Saprissa, einem costa-ricanischen Sportler und Trainer, der 1935 den Club Deportivo Saprissa gründete. Es hat eine Kapazität von 23.112 Zuschauerplätzen. Neben Fußballwettkämpfen finden hier auch Konzerte statt. So spielten im Estadio Ricardo Saprissa Aymá schon die Black Eyed Peas, Carlos Santana, Shakira, Andrea Bocelli, Bon Jovi, Iron Maiden, Plácido Domingo, Green Day und Metallica.